# Bissingenský palác
Bissingenský palác (někdy zvaný také Tatarkovic dům, později Schwarzenberský dům) je objekt v Praze 1 na Novém Městě ve Spálené ulici. Tvoří ho vlastně dva funkčně propojené domy, č.p. 90/17 a č.p. 90/19, které jsou od roku 1964 chráněny jako kulturní památka.

## Historie a popis
Palác je na místě dvou gotických domů a v jeho klasicistní podobě jsou uchovány i stopy někdejších renesančních a pozdně barokních přestaveb.
Majitelem jižněji položeného z obou domů (Spálená 17) byl v roce 1543 Tobiáš Tatarka, později patřil mj. Karlovi z Bissingenu (1686–1742). Barokní přestavba proběhla ve druhé polovině 17. století a ve 30. letech 18. století, klasicistně byl dům upraven nejprve podle plánů Ignáce Palliardiho kolem roku 1806 a pak ještě podle Jindřicha Hausknechta v letech 1821–1823. Severnější z obou domů (Spálená 19, původně č.p. 91) byl nazýván i Radechovský dům či U Kašpárků.
Od roku 1850 patřily oba domy Schwarzenbergům a Karel III. ze Schwarzenbergu (1853–1904) tu zemřel. V roce 1940 byl objekt upraven architektem Františkem Čermákem pro potřeby finančního ústavu. Později ho využíval národní podník Škoda Plzeň, po roce 1990 byl privatizován a adaptován na hotel.
Dvojdům byl spojený roku 1872 funkčně i komunikačně, ačkoliv fasáda nebyla sjednocena. Objekt Spálená 17 je dvoupatrový s jednoduchou osmiosou uliční fasádou, v parteru obloženém travertinem jsou prosklené výkladce a asymetricky umístěný průjezd, nad nímž je kamenný schwarzenberský erb. Ve výkladci napravo od portálu jsou na vložených deskách alegorické reliéfy s motivy spoření od sochaře Jana Adolfa Vítka z roku 1940. Dvorní fasády jsou hladké, pavlač v patře je novodobě zasklená. Na severní straně připojený dům Spálená 19 je výrazně menší, jednopatrový, má historizující čtyřosou fasádu se štítem a vikýřem. K objektu patří i dvůr, jehož zadní část uzavírá třípatrová budova bývalé tiskárny (z roku 1921).

## Jednotlivé domy

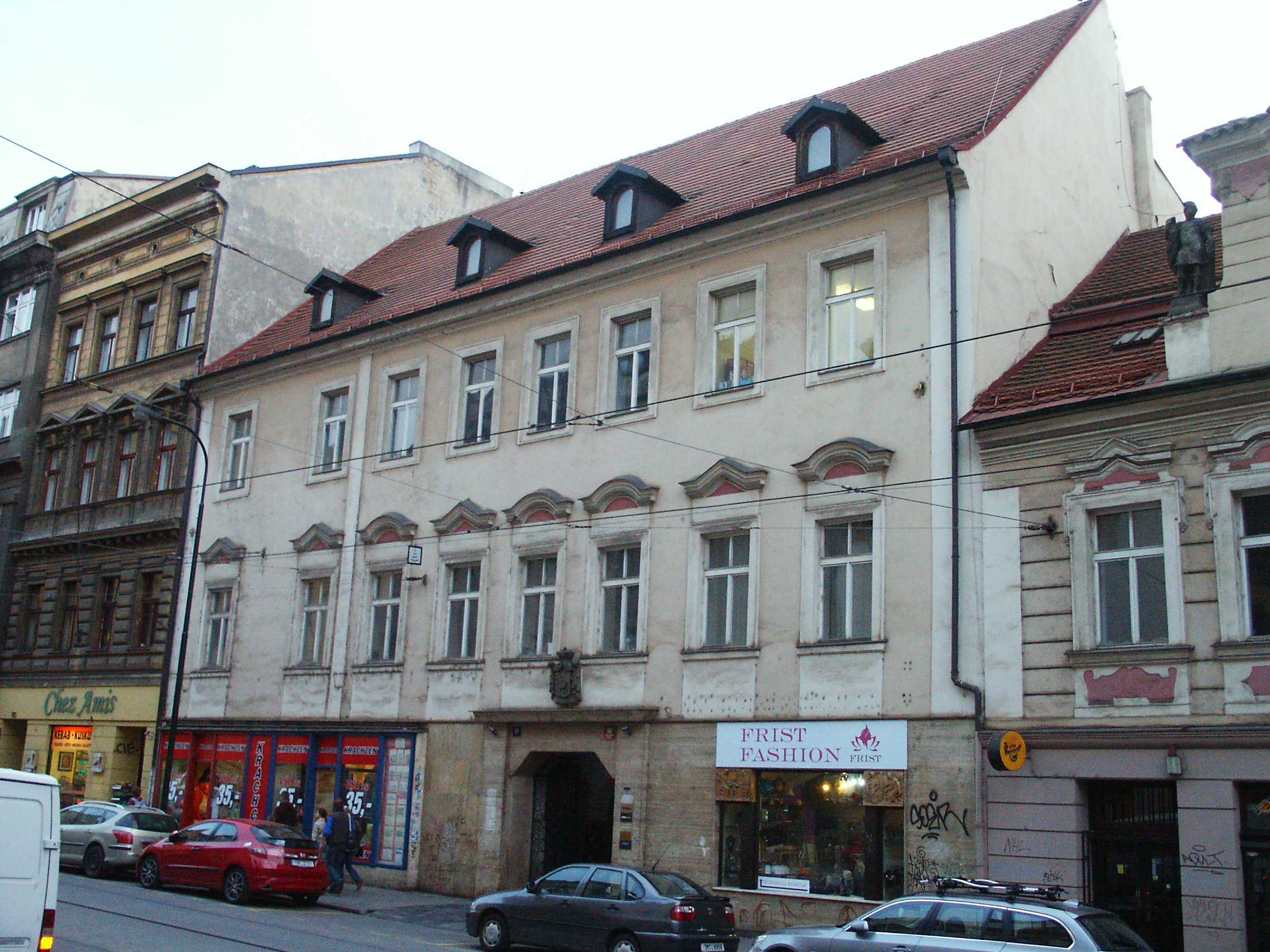
Spálená 17
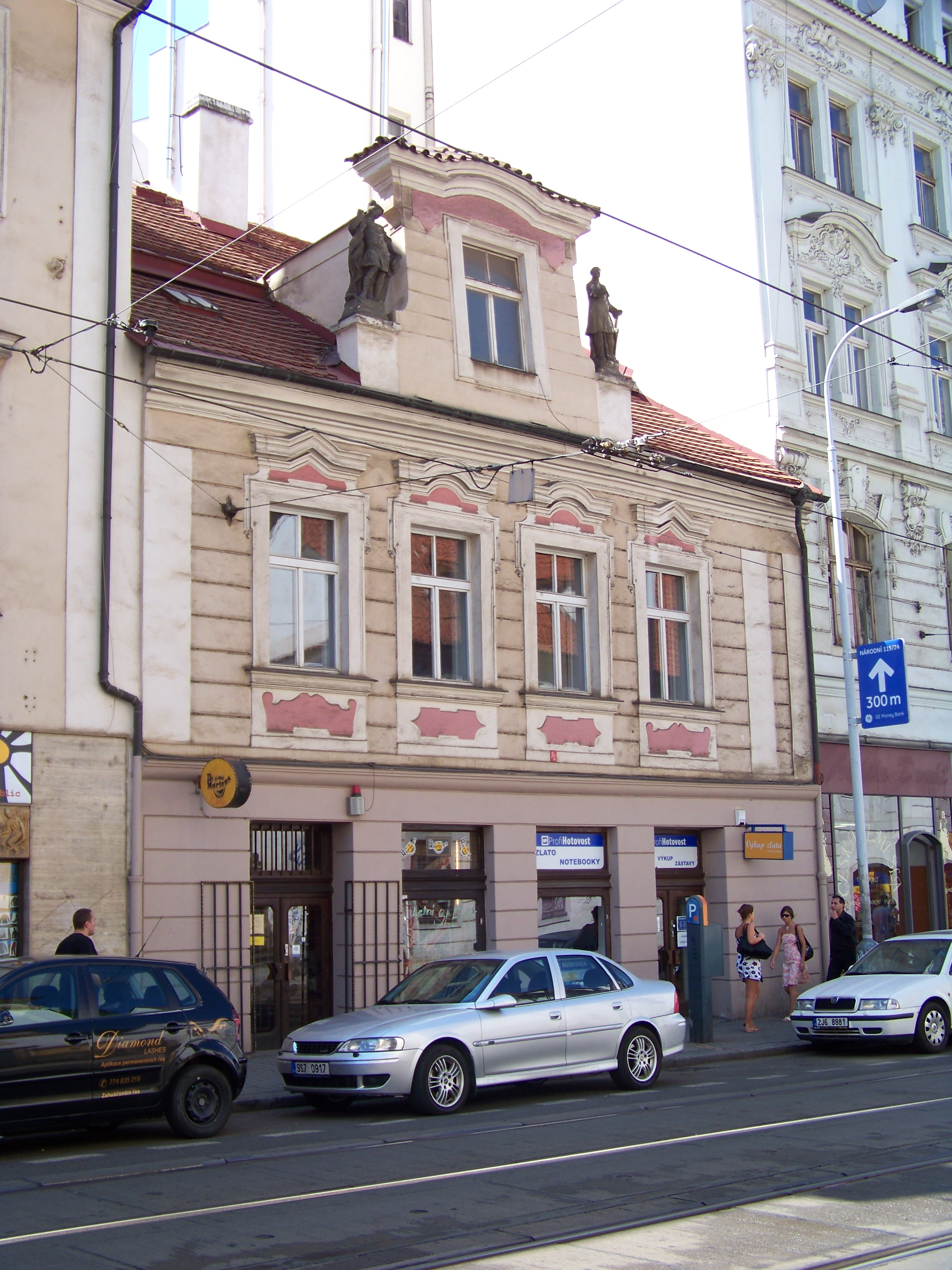
Spálená 19